# 许默里希
许默里希是德国莱茵兰-普法尔茨州的一个市镇。总面积4.27平方公里，总人口776人，其中男性383人，女性393人（2011年12月31日），人口密度182人/平方公里。